# Borgia (Kalábrie)
Borgia je italská obec a město v provincii Catanzaro v oblasti Kalábrie.
K 31. prosinci 2011 zde žilo 7646 obyvatel. Katastr obce zabírá plochu 42 km2.

## Sousední obce
Catanzaro, Girifalco, San Floro, Squillace